# Margareta Ebner
Margareta Ebner (Donauwörth, 1291 – 20 giugno 1351) è stata una religiosa tedesca appartenente all'ordine delle suore domenicane, conosciuta principalmente per le sue esperienze mistiche e le visioni spirituali che ebbe durante la sua vita.
Nata in una famiglia aristocratica, Ebner ricevette un'educazione approfondita in casa. Attorno al 1305, entrò nel monastero delle monache domenicane Kloster Mödingen vicino a Dillingen e professò i voti intorno al 1306.
Dal 1312 al 1325, Ebner fu colpita da una grave malattia che la portò a sperimentare un profondo cambiamento spirituale. Durante questo periodo, descrisse di non avere controllo su di sé, ridendo o piangendo incessantemente. Questa malattia la spinse verso una maggiore devozione a Dio.
A partire dal 1311, Ebner iniziò a sperimentare visioni di Gesù Cristo, durante le quali riceveva messaggi spirituali che trascriveva su lettere e diari su consiglio del suo direttore spirituale. Nonostante la sua malattia persistente, mantenne un forte impegno nella sua fede, praticando la penitenza e la mortificazione.
Durante il suo tempo, visse in un'epoca segnata da conflitti politici e religiosi, tra cui la faida tra il Papa Giovanni XXII e l'imperatore del Sacro Romano Impero, Luigi il Bavarese. Ebner e il suo convento si schierarono con Luigi durante questo periodo tumultuoso.
Ebner mantenne una corrispondenza significativa con il teologo domenicano Johannes Tauler e con Christina Ebner, senza parentela con lei. Questa corrispondenza fornisce preziose informazioni sulle sue visioni e la sua spiritualità.
Margareta Ebner morì il 20 giugno 1351. La sua causa di beatificazione fu avviata nel 1600, ma solo nel 1979 Papa Giovanni Paolo II la beatificò, confermando il suo "culto" popolare senza richiedere un miracolo come prova.
Le opere di Ebner, principalmente le sue Rivelazioni composte tra il 1344 e il 1348, e le sue lettere, sono testimonianze significative della sua esperienza mistica e della sua profonda spiritualità. Ebner è considerata una delle prime mistiche tedesche e il suo lavoro ha influenzato il pensiero religioso e mistico dell'epoca.